# Dmitri Kozlov
Dmitri Igorievitch Kozlov (en russe : Дмитрий Игоревич Козлов) est un joueur russe de volley-ball né le 14 juillet 1987. Il mesure 1,94 m et joue passeur.

## Clubs
| Club          | De        | À         |
| ------------- | --------- | --------- |
| Zenit Kazan-2 |           | 2010-2011 |
| Prikame Perm  | 2011-2012 | ...       |